# Janvier Grondin
Pour les articles homonymes, voir Grondin.
Janvier Grondin (né le 16 juin 1947 à Saint-Jules) est un homme politique québécois (canadien). Il est député à l'Assemblée nationale du Québec, représentant la circonscription de Beauce-Nord à partir de l'élection générale québécoise de 2003 sous la bannière de l'Action démocratique du Québec. Avant son élection à l'Assemblée nationale, il est notamment maire de la municipalité de Saint-Jules (Beauce) de 1993 à 2003. Réélu en 2007 et en 2008, il ne se représente pas en 2012.
De 2015 à 2017, il est administrateur au sein de l'Amicale des anciens parlementaires du Québec. 

## Fonctions politiques
Il est porte-parole de l'opposition officielle sur la Société de l'assurance automobile du Québec et en matière d'organisation électorale du 19 avril 2007 au 5 novembre 2008. Il est aussi vice-président de la Commission de l'agriculture, des pêcheries et de l'alimentation du 25 mai 2007 au 5 novembre 2008.

## Citations
Janvier Grondin s'est fait connaître dans les médias québécois, notamment pour ses citations colorées.
- Lorsque Gilles Taillon a quitté la tête de l'ADQ en novembre 2009, il a exprimé son souhait de continuer à militer pour cette formation politique en déclarant au quotidien Le Devoir : « Prenez par exemple le débarquement de Normandie: quand les premiers soldats sont tombés... si les autres avaient reviré, on serait un pays communiste aujourd'hui! Parce qu'il y en a qui ont continué le combat, on est un pays démocratique »[3].